# TOPtrendy 2010
VIII Sopot TOPtrendy Festiwal odbył się w dniach od 28 do 30 maja 2010 w Hipodromie w Sopocie. Składał się z koncertów TOP, Trendy oraz kabaretonu oraz recitali gwiazd. Festiwal został zorganizowany przez telewizję Polsat. Po raz pierwszy odbył się na Hipodromie w Sopocie. Pierwotnie konkurs miał odbyć się w dniach 25–27 czerwca.

## Dzień pierwszy

### Koncert TOP
Koncert TOP odbył się 28 maja. Wzięli w nim udział artyści, którzy sprzedali najwięcej płyt w okresie lipiec 2008 – grudzień 2009. Poprowadziły go dwie pary prezenterskie Katarzyna Cichopek i Dariusz Maciborek oraz Edyta Herbuś i Krzysztof Ibisz.
Klasyfikacja TOP 10:
- 1. Andrzej Piaseczny (Spis rzeczy ulubionych)
- 2. Maciej Maleńczuk z zespołem Psychodancing (Psychodancing, Psychodancing 2)
- 3. Hey (Miłość! Uwaga! Ratunku! Pomocy!)
- 4. Agnieszka Chylińska (Modern Rocking)
- 5. Kayah (Skała)
- 6. Paulla (Nigdy nie mów zawsze)
- 7. Piotr Rubik (RubikOne, Santo Subito)
- 8. Feel (Feel 2)
- 9. Tomasz Stańko (Dark Eyes)
- 10. Kasia Kowalska (Antepenultimate)

### Pan Maleńczuk – tak to ja
Koncert jubileuszowy Macieja Maleńczuka. Poprowadziła go Agata Młynarska.

## Dzień drugi

### 20 piosenek na XX lecie
Koncert jubileuszowy Edyty Górniak. Koncert poprowadził Tomasz Karolak.

### Koncert Trendy
Koncert Trendy odbył się 29 maja.
Nagrodą była promocja artysty na antenie telewizji Polsat oraz na stronie internetowej i w radiu, które w danej edycji festiwalu są partnerami medialnymi imprezy.
W konkursie wzięli udział: 
- Aniqa
- Anna Cyzon
- Asia Si
- Chemia
- FOX
- HooDoo Band
- IKA
- Natalia Lesz
- Nick Sinckler
- Roman Lasota
- Volver

- Nagroda dziennikarzy – Natalia Lesz
- Nagroda internautów – Aniqa
- Nagroda radiowców – FOX

Wyniki głosowania widzów:
1. Volver (18,97% głosów)
2. Aniqa (18,05% głosów)
3. Roman Lasota (14,42% głosów)
4. Natalia Lesz (13,90% głosów)
5. Nick Sinckler (12,51% głosów)
6. Anna Cyzon (6,55% głosów)
7. FOX (5,23% głosów)
8. HooDoo Band (3,09% głosów)
9. Asia Si (2,82% głosów)
10. Chemia (2,47% głosów)
11. IKA (1,99% głosów)

## Dzień trzeci

### Sopocka Noc Kabaretowa
Odbyła się ostatniego dnia festiwalu, 30 maja. Poprowadzili ją Piotr Bałtroczyk i Magda Mleczak. 
Wystąpili m.in.
- Łowcy.B,
- Andrzej Grabowski,
- Jerzy Kryszak,
- Grzegorz Halama,
- Kabaret Skeczów Męczących,
- Kabaret Młodych Panów,
- Kabaret Hrabi,
- Grupa Rafała Kmity,
- Kabaret Ciach,
- Kabaret Limo,
- Kabaret Smile,
- Kabaret Neo-Nówka,
- Kabaret Nowaki,
- Kabaret pod Wyrwigroszem.